# Clemina
Sous-tribu
Les Clemina sont une sous-tribu d'insectes coléoptères de la famille des Buprestidae, de la sous-famille des Agrilinae et de la tribu des Coraebini.

## Genres
Anodontodora - Clema - Dinocephalia - Lepidoclema - Meliboeithon - Niehuisia - Paracephala - Pseudoclema